# Nikolaï Guirenko
 (mai 2012).
Si vous disposez d'ouvrages ou d'articles de référence ou si vous connaissez des sites web de qualité traitant du thème abordé ici, merci de compléter l'article en donnant les références utiles à sa vérifiabilité et en les liant à la section « Notes et références ».
Nikolaï Mikhaïlovitch Guirenko (en russe : Николай Михайлович Гиренко), né le 31 octobre 1940 à Léningrad et mort le 19 juin 2004 à Saint-Pétersbourg, est un ethnologue et militant russe. Il a été tué par balles à son domicile à Saint-Pétersbourg, à cause de ses manifestations antiracistes.

## Biographie
Il a dirigé le Musée d'ethnographie et d'anthropologie de l'Académie des sciences de Russie de 1991 à 1992.